# 阿賀野川一級水系河川図
阿賀野川一級水系河川図（あがのかわいっきゅうすいけいかせんず）とは、川の流路を示した図である。阿賀野川は上流部を阿賀川（大川）と荒海川からなる。

## 阿賀野川図
```
川・沢名は普通文字。 地名と思われるものは弱めの
強調文字
。
```

```
　　　　　　　　　　　　　　　　　　
日本海

　　　　　　　　　　　　
信濃川一級水系

　　　　　　　　　　　　
阿賀野川水系
　　　　
阿賀野川一級水系

　　　　　　　　　　　　　　
河口
　　　　　　　　　
河口
　　　　
河口

　━━━━━━━━━━━━━┓┏━━━━━━━━━┓┏━━━━┓┏━━━━━
　　　　　　　　　　　　　　┃┣━━━
通船川
━━━┫┃　　　　┃┃
　　　　　　　　　　　　　　┣┻━━┓　　　　　　┣┻━━┓　┣┛
　　　　　　　　　　　┏━━┛　
小阿賀野川
　　　　┃　　　┗━┫
　　　　　　　　　　
信濃川
　　　　　┗━━━━━━┫　　　
新井郷川

　　　　　　　　　━━┛　　　　　　　　　　　　　┣━━┓
　　　　　　　　　　　　　　　　　┏━━━━━━━┫　安野川
　　　　　　　　　　　　　　　　
早出川
　　　　　　┣━━━┓
　　　　　　　　　　　　　　　　　　　　┏━━━━┫　ツベタ川
　　　　　　　　　　　　　　　　　　　成沢川　　　┣━━━━┓
　　　　　　　　　　　　　　　　　　　　┏━━━━┫　　下の沢川
　　　　　　　　　　　　　　　　　　　大沢　　　　┣━━━━━━━━┓
　　　　　　　　　　　　　　　　　　　　　　　　　┣━━━━┓　上の沢川
　　　　　　　　　　　　　　　　　┏━━━━━━━┫　 　石戸川　　　　　　　　
　　　　　　　　　　　　　　　　長谷川　　┏━━━┫
　　　　　　　　　　　　　　　　　　　
五十母川
　　┣━━━━━━━━┓
　　　　　　　　　　　　　　　　　　　　　　　　　┣━━━━┓　中ノ沢川
　　　　　　　　　　　　　　　　　　　　　┏━━━┫　　　新谷川
　　　　　　　　　　　　　　　　　　　　谷沢川　
楊川ダム

　　　　　　　　　　　　　　　　　　　　┏━━━━┫
　　　　　　　　　　　　　　　　　　　
常浪川
　　　┣━━━━━━━━━━┓
　　　　　　　　　　　　　　　　　　　　　　　　
鹿瀬ダム
　　　　　　　
水沢川

　　　　　　　　　　　　　　　　　　　　　　　　　┣━━━━━━━┓
　　　　　　　　　　　　　　　　　　　　　　　　　┣━━━━┓　大谷川
　　　　　　　　　　　　　　　　　　　　　　　　
豊実ダム
　　
実川

　　　　　　　　　　　　　　　　　　　　　　　　　┣━━┓
　　　　　　　　　　　　　　　　　　┏━━━━━━┫　馬取川
　　　　　　　　　　　　　　　　鬼光頭川　　　　
阿賀川

　〓〓〓　
福島県
・
新潟県
県境　〓〓〓　　　　　　　┣━━━━━━┓
　　　　　　　　　　　　　　　　　　　　　　　　　┣━━━━┓　奥川
　　　　　　　　　　　　　　　　　　　　　　　
上野尻ダム
　笹川
　　　　　　　　　　　　　　　　　　　　　　　　　┣━━┓
　　　　　　　　　　　┏━━━━━━━━━━━━━┫　井谷川
　　　　　　　　　　大沼　┏━━━━━━━━━━━┫
　　　　　　　　　　　　
安座川
　┏━━━━━━━━┫ 　　　　　　　　　　　　　
　　　　　　　　　　　　　　　
長谷川
　┏━━━━━┫
　　　　　　　　　　　　　　　　　　松尾川　　　
山郷ダム

　　　　　　　　　　　　　　　　　　　　　　　　
新郷ダム

　　　　　　　　　　　　　　　　　　　　　　┏━━┫
　　　　　　　　　　　　　　　　　　　　　
只見川
　┣━━━━━┓
　　　　　　　　　　　　　　　　　　
尾瀬
━━┛　　┣━┓　
一ノ戸川

　　　　　　　　　　　　　　　　　　　　┏━━━━┫　
原川

　　　　　　　　　　　　　　　　　　　鶴沼川　　　┣━━━━━━━━━━━┓
　　　　　　　　　　　　　　　　　　　　　　　　　┣━━━━━━━┓　阿賀川旧川道
　　　　　　　　　　　　　　　　　　　　　　　　　┣━━━━━┓　
濁川

　　　　　　　　　　　　　　　　　　　　　　　　　┣━━┓　
田付川

　　　　　　　　　　　　　　　　　　　　　　　　　┃　
日橋川
━━
猪苗代湖
━
長瀬川
┳
秋元湖
━裏磐梯湖沼群
　　　　　　　　　　　　　　　　　　　　　　
阿賀川
・大川　　　　　　　　　　　　┗
小野川湖
━
小野川

　　　　　　　　　　　　　　　　　　　　┏━━━━┫
　　　　　　　　　　　　　　　　　　　　
宮川
　　　┣━━━━━┓
　　　　　　　　　　　　　　　　　　　　　　　　　┣━┓　
湯川放水路

　　　　　　　　　　　　　　　　　　　┏━━━━━┫　沢川
　　　　　　　　　　　　　　　　　　戸沢川　┏━━┫　　
　　　　　　　　　　　　　　　　　　　　　西ノ川　┣━━━━━┓
　　　　　　　　　　　　　　　　　　　　　　　　　┣━━┓　丸ノ沢
　　　　　　　　　　　　　　　　　　　　　　　
大川ダム
　
闇川

　　　　　　　　　　　　　　　　　　　　　　　　　┣━━━━
鶴沼川

　　　　　　　　　　　　　　　
小野川
━━━━━━━┫
　　　　　　　　　　　　　　　　┣？　　　
大沢川
━┫
　　　　　　　　　　　　　　　　┣？　茂峨沢┫　┏┫
　　　　　　　　　　　　　　　　┣長畑沢　大沢川┃┣━━？
　　　　　　　　　　　　　　　
大内ダム
　　　　┃┣
男女川

　　　　　　　　　　　　　　　　　　　　　　？━┻╋━━？
　　　　　　　　　　　　　　　　　　　　　　　　　┣━━━━━━━━━━━━━━━━━━━━
観音川

　　　　　　　　　　　　　　　　　　
戸石川
━━━━┫　　　　　　　　　　　　　　　　　　　　　┣小松川
　　　　　　　　　　　　　　　桑取火沢┫　　　　
旭ダム
　　　　　　　　　　　　　　　　　　　┣南倉沢
　　　　　　　　　　　　　　　　　　　┣？　　　　┣━━？　　　　　　　　　　　　　　　　　観音川　
　　　　　　　　　　　　　　　　　　？╋？　　　　┣━━━━━━━━━━━━━━━━━┓　　　：
　　　　　　　　　　　　　　　　井戸沢┫　　　　　┣━━
加藤谷川
━━━━━━━┳━加藤谷川　観音沼
　　　　　　　　　　　　　　　　　　　┣？　？━━┫　　　　　　　　　　　　番屋川　　┣水玉沢
　　　　　　　　　　　　　　　　倉骨沢┫　　　　　┃　　　　　　　　　　安張沢┫　加藤谷川
　　　　　　　　　　　　　　　　　　戸石川　　　　┣━━━━━━━━━┓　　番屋川　　┃
　　　　　　　　　　　　　　　　　　　　　　　┌─╋━━━━？　　　
水無川
　　　　　日暮滝
　　　　　　　　　　　　　　　　　　　　　　　？─┫　　　　┃　
田無沢
┫　　　　　　　：
　　　　　　　　　　　　　　　　　　　　
合子沢
┤　┠─┐　田沢沼　　　┣平田沢　　　鏡ヶ沼
　　　　　　　　　　　　　　　　　　　　
宮ノ沢
┤　┠─┘　　┣？　　　┣栗生沢
　　　　　　　　　　　　　　　　　　　　　　　？　┠─┐　　田沢　　水無川
　　　　　　　　　　　　　　　　　　　　　　　　　┠─┘
　　　　　　　　　高野川━━━━檜沢川━━━━━━┫
　　　　　　　　　　┠────┐　┣？　　　　　　┣？
　　　　　　　　　？┫　　　　│？┫　　　　　┌─┨
　　　　　　　　　　┣長井沢　└─┨　百目貫沢┴─┨
　　　　　　　　　？┫　　　　？┬┨　　　　　　？┫
　　　　　　　　　　┣三沢　
帯沢
┼┨　　　　　　　┣
小柱川

　　　　　　　　
田島ダム
　　　│┣？　　　　　　┣
金地川

　　　　　　　　　　┃　　　　　└┨　　　　　　　┠─┐
　　　　　　　　　小野沢　　　　　┣久戸沢　　　　┠─┘
　　　　　　　　　　　　　　西ノ沢┫　　　　　
粒淵
┫
　　　　　　　　　　　　　　　　　┣？　　　
富貴沢
┫　
　　　　　　　　　　　　　　　田沢┫　　　　　　　┣━┓
　　　　　　　　　　　　　　　　　┣能沢　　　┌─┤  ┃
　　　　　　　　　　本沢━━━━━┫　　　
芳沢
┤　└─╋
穴沢川

　　　　　　　
小塩沢
┫　　　　　？┫　　　　　│ 　　 ┃
　　　　　　　　　　本沢　　　　　┣？　　　　└─┳━┛　
　　　　　　　　　　　　　赤穂原川┫　　　　　
長沢
┫
　　　　　　　　　　　　　　　　　┣？　　　　　　┠─┐
　　　　　　　　　　　　　　　　　┣━箕沢　　　？┫  │
　　　　　　　　　　　　　　戸板川┫　┣鴨池　┌─╂─┘
　　　　　　　　　　　　　　保城沢┫　箕沢　　└─┨
　　　　　　　　　　　　　　　　？┫　　　　　┌─┨
　　　　　　　　　　　　　　姥神沢┫　　　　　│  ┣
羽塩沢
（
宇白川
）
　　　　　　　　　　　　　　　　　┣━黒森沢　├─┨
　　　　　　　　　　　　　　　　赤芝沢　：　　│  ┠─┐
　　　　　　　　　　　　　　　　　　　護摩滝　└─┨  │　
　　　　　　　　　　　　　　　　　　　　　　　
岩淵
╋─┘
　　　　　　　　　　　　　　　　　　　　　　　　　┣━━
山王川
━━━中沢
　　　　　　　　　　　　　　　　　　　　　　
程窪沢
┫　　　┣戸石沢　┣大倉岐沢
　　　　　　　　　　　　　　　　　　　　　　　　
荒海川
　山王川　　　中沢　　
　　　　　　　　　　　　　　　　　　　　　　　　　┣
小沢

　　　　　　　　　　　　　　　　　　　　　　
鎌越沢
┫
　　　　　　　　　　　　　　　　　　　　　　　　　┣？
　　　　　　　　　　　　　　　　　　　　　　　　　┣
恋路沢

　　　　　　　　　　　　　　　　　　　　　
分木ノ沢
┫
　　　　　　　　　　　　　　　　　　　　　　　
籠沢
┫
　　　　　　　　　　　　　　　　　　　　　　　　　┣
朝日岐沢

　　　　　　　　　　　　　　　　　　　　　　　　
荒海川
```